# يوزيف بورنمولر
يوزيف بورنمولر (1862-1948) (بالإنجليزية: Joseph Bornmüller)‏ هو عالم نبات ألماني.